# Capsicum cardenasii
Capsicum cardenasii är en potatisväxtart som beskrevs av C. B. Heiser och P. G. Smith. Capsicum cardenasii ingår i släktet spanskpepparsläktet, och familjen potatisväxter. Inga underarter finns listade i Catalogue of Life.